# Synchiropus signipinnis
Synchiropus signipinnis là một loài cá biển thuộc chi Cá đàn lia gai trong họ Cá đàn lia. Loài này được mô tả lần đầu tiên vào năm 2000.

## Danh pháp khoa học
Trong tiếng Latinh, signum có nghĩa là "dấu hiệu", còn pinnis nghĩa là "vây", ám chỉ đến phần vây lưng vươn cao như cờ hiệu ở cá đực.

## Phân bố và môi trường sống
S. signipinnis có phạm vi phân bố ở Tây Nam Thái Bình Dương. Loài này chỉ được ghi nhận tại quần đảo Chesterfield nằm trong biển San Hô. S. signipinnis sống trên đáy cát, được tìm thấy ở độ sâu khoảng 348 m.

## Mô tả
Chiều dài tối đa được ghi nhận ở S. signipinnis là khoảng 6,8 cm. Chúng là loài dị hình giới tính: Cá đực có vây lưng vươn cao hơn cá mái, và có màu sắc khác biệt ở vây lưng đầu tiên và vây đuôi giữa hai giới. Mẫu vật của các tiêu bản (đã ngâm trong rượu) của cả hai giới đều có đầu và thân màu trắng trơn. Mắt màu xám đen. Tất cả các vây của cá đực có màu trắng nhạt. Vây lưng thứ nhất của cá mái có màu xám đen ở gần rìa và xám ở trung tâm vây đuôi. Các vây còn lại màu trắng nhạt.
Số gai ở vây lưng: 4; Số tia vây mềm ở vây lưng: 8; Số gai ở vây hậu môn: 0; Số tia vây mềm ở vây hậu môn: 8; Số tia vây mềm ở vây ngực: 20 - 22; Số gai ở vây bụng: 1; Số tia vây mềm ở vây bụng: 5.